# Staurotheca abyssalis
Staurotheca abyssalis is een hydroïdpoliep uit de familie Sertulariidae. De poliep komt uit het geslacht Staurotheca. Staurotheca abyssalis werd in 2003 voor het eerst wetenschappelijk beschreven door Peña Cantero & Vervoort. 